# Puttisaari (ö i Nyland, Helsingfors, lat 60,45, long 24,23)
Puttisaari är en ö i Finland. Den ligger i sjön Vanjärvi och i kommunen Vichtis i den ekonomiska regionen  Helsingfors  och landskapet Nyland, i den södra delen av landet, 50 km nordväst om huvudstaden Helsingfors. Öns area är 6,9 hektar och dess största längd är 410 meter i sydöst-nordvästlig riktning.